# میدان شینگهای
میدان شینگهای (به چینی ساده شده 星海广场)، یک میدان شهر در دالیان، استان لیائونینگ، چین است. در شمال خلیج شینگهای واقع شده‌است. مساحت آن که ۱۱۰ هکتار (۲۷۰ جریب فرنگی) است، آن را به بزرگترین میدان شهر در جهان تبدیل کرده‌است. نام آن در لغت به معنای «دریای ستارگان» است.

## تاریخ

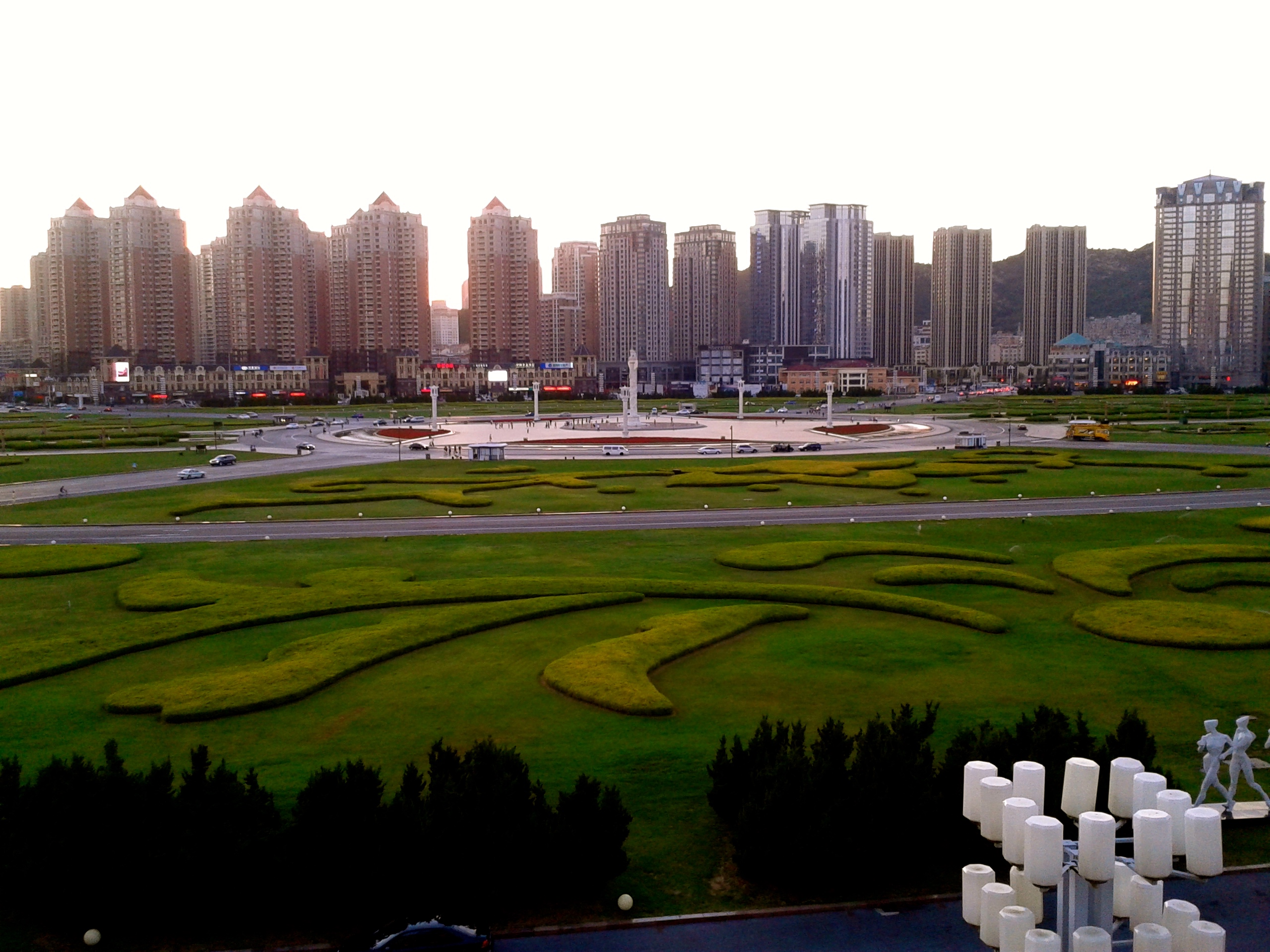
میدان شینگهای

میدان شینگهای در صدمین سالگرد شهر دالیان در سال ۱۹۹۸ ۱۳۷۷ ساخته شده‌است. مجسمه‌های ۱۰۰۰ رد پا و یک کتاب باز شده رو به دریا یادآور دورهمی‌ها و مجالس تاریخ این شهر است. در آن سوی خلیج شینگهای، پل خلیج شینگهای دیده می‌شد.
در اطراف میدان آپارتمان‌های سطح بالا، رستوران‌ها، بانک‌ها، فروشندگان اتومبیل‌های لوکس ورزشی و یک پارک تفریحی وجود دارد. ساحل خلیج شینگهای Xinghai، هتل Castle، موزه تاریخ مدرن دالیان و موزه صدف دالیان نیز در این نزدیکی هستند. در سمت مقابل مجموعه مجسمه منطقه تجاری مرکزی CBD واقع شده‌است که مرکز امور نمایشگاه‌ها و کنفرانس‌های دالیان شینگهای، مرکز نمایشگاه جهانی دالیان و دفتر مرکزی بورس کالای دالیان را در خود جای داده‌است.
به مدت ۱۰ روز در اواخر ماه ژوئیه در اوایل ماه اوت، میدان شینگهای جشنواره بین‌المللی آبجو را سالانه برگزار می‌کند.
یک هوابیائو (با ارتفاع ۱۹٫۹۷ متر) زمانی در مرکز میدان قرار داشت. اولین بار در سال ۱۹۹۷ به یادبود از سرگیری مجدد حاکمیت چین بر هنگ کنگ ساخته شد. این بلندترین Huabiao در چین بود و به یکی از نشانه‌ها و نمادهای دالیان تبدیل شد. در ۵ اوت ۲۰۱۶، نیمه شب، مخفیانه تخریب شد. اعتقاد بر این بود به دلایل سیاسی خراب شده. رسانه‌های محلی در این باره سکوت کردند و گزارش‌های رسانه‌های کشور چین به زودی حذف شدند.
در ۲۶-۱۱-۲۰۱۷، میدان شینگهای چشمه فواره موسیقی جدید خود را در مرکز میدان افتتاح کرد، که به عنوان بزرگترین چشمه فواره موسیقی شمال شرقی چین شناخته می‌شود. آبنمای موسیقی میدان شینگهای سومین آبنمای موسیقی در دالیان است، دو مورد دیگر در دونگانگ و میدان رمنین است.

## عکسها

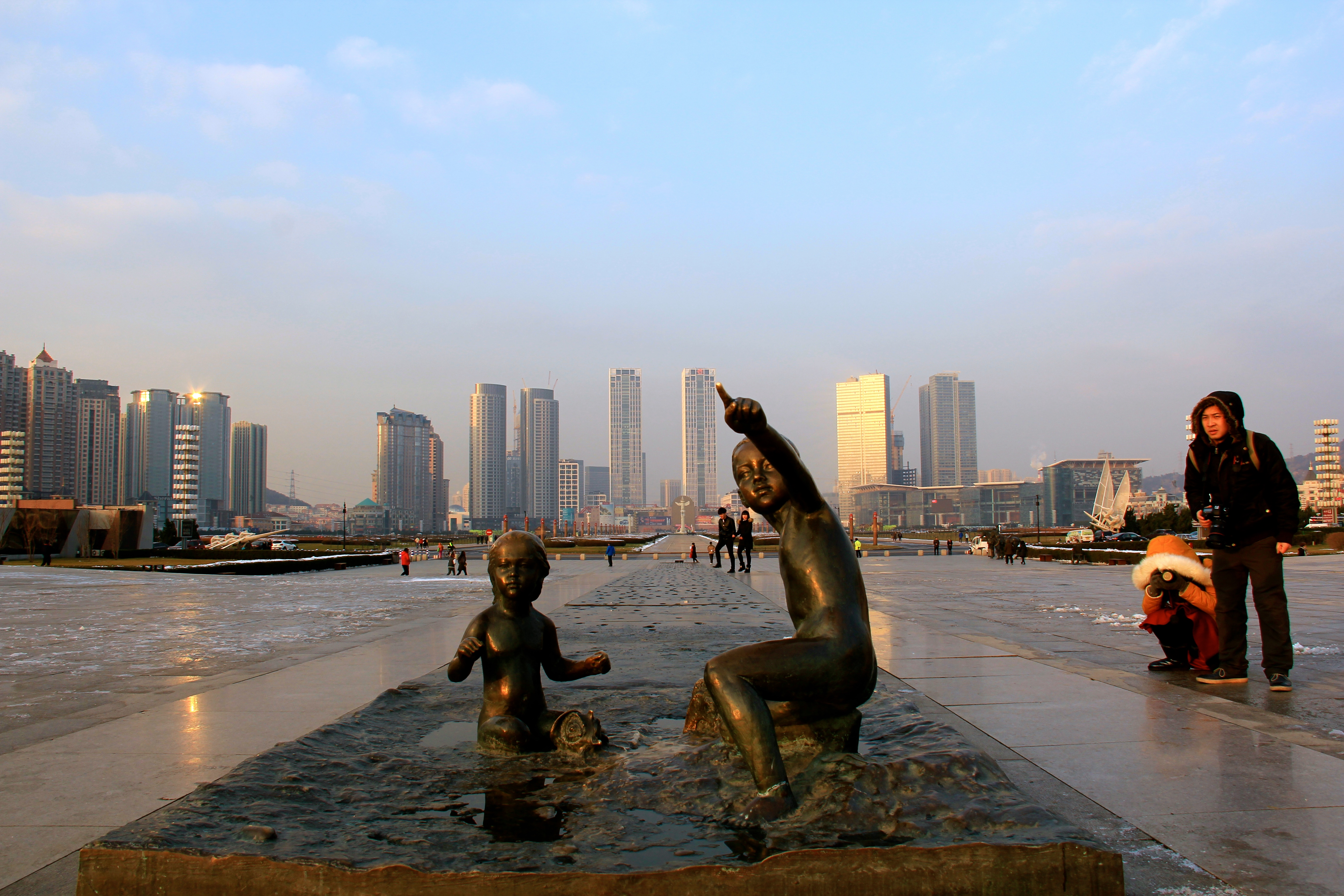
میدان شینگهای
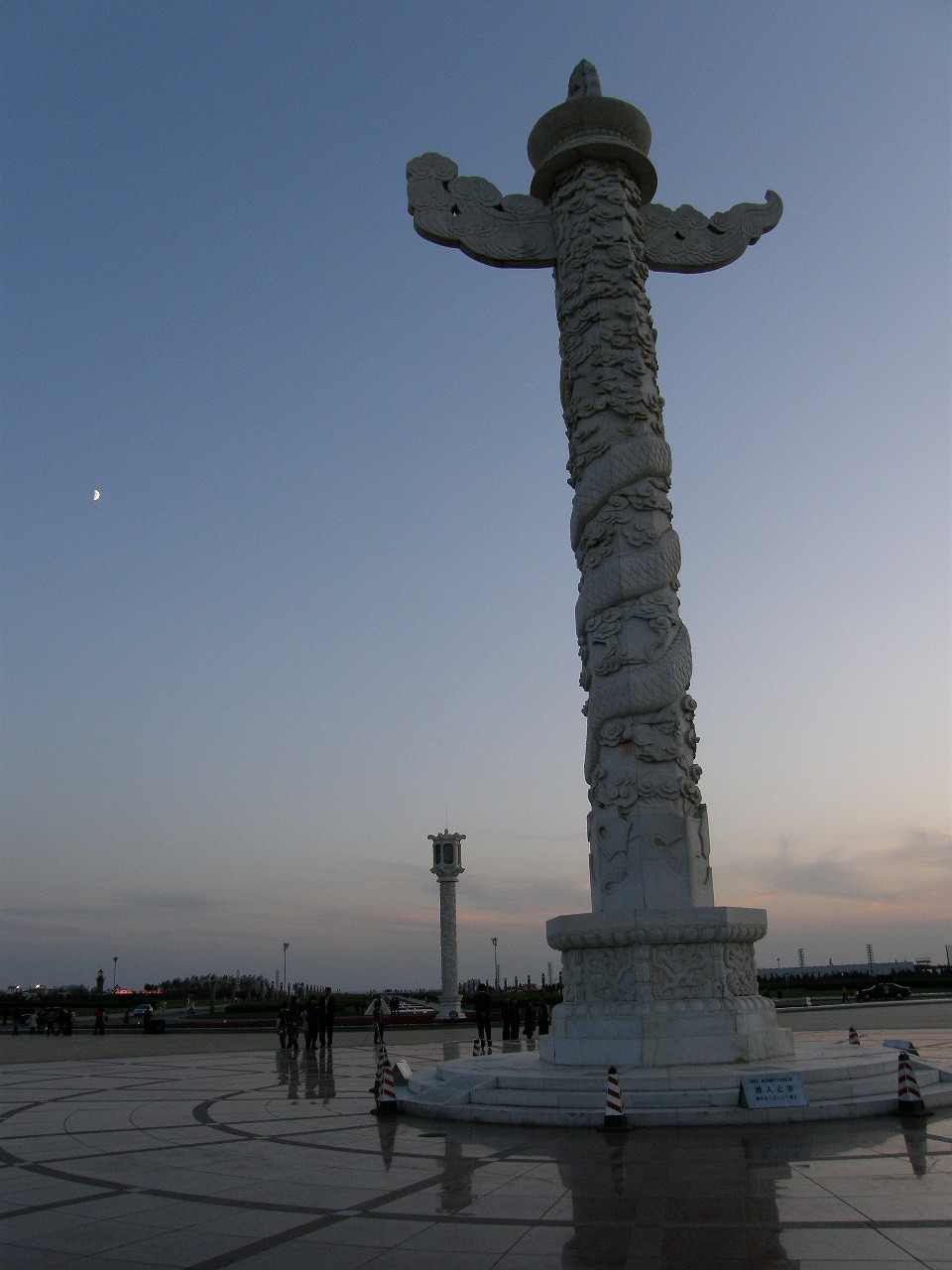
Huabiao در مرکز میدان (اکنون محل آبنمای موسیقی)
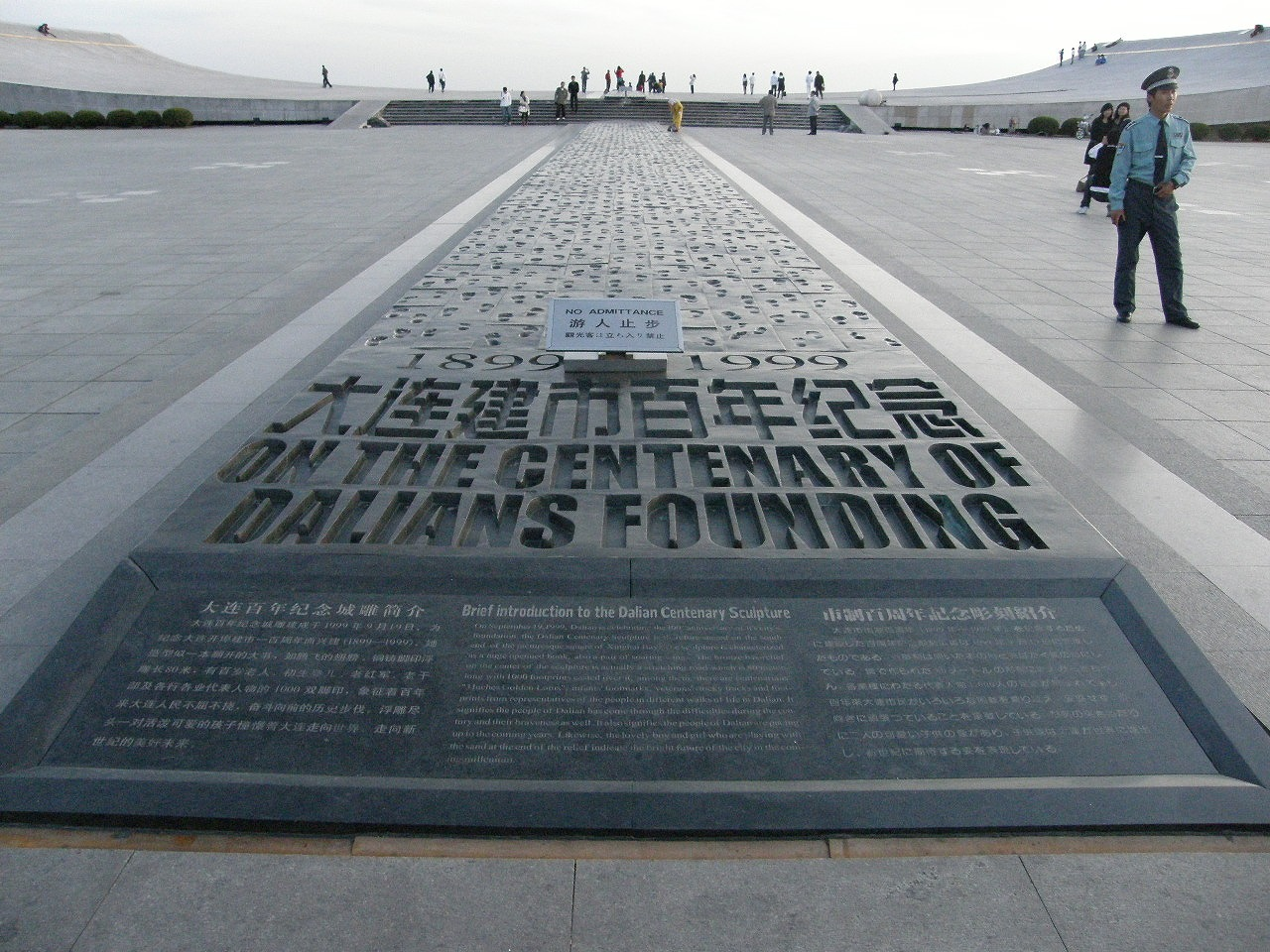
مجتمع مجسمه ۱۰۰۰ رد پا و یک کتاب بازشده
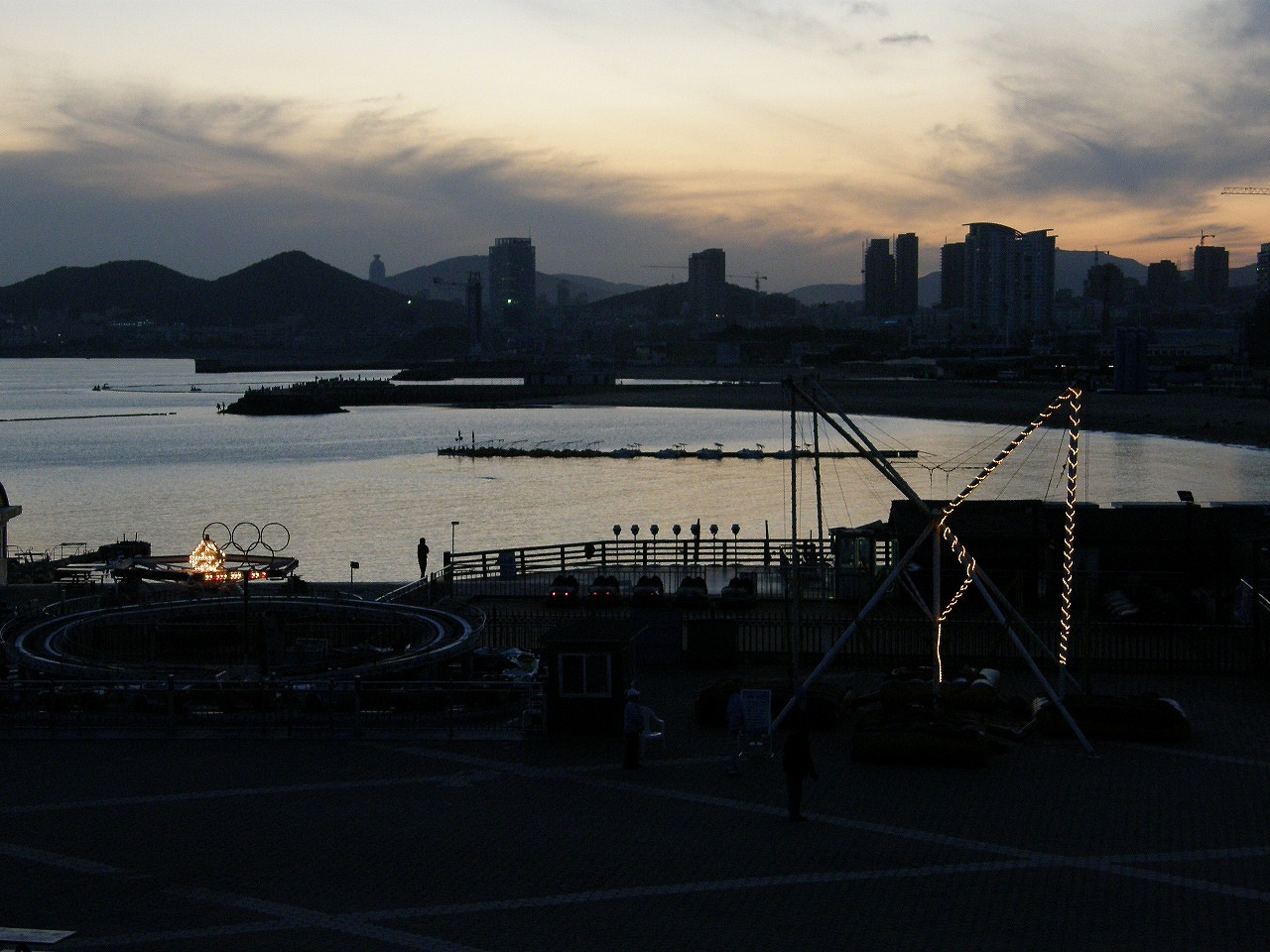
میدان شینگهای در شب
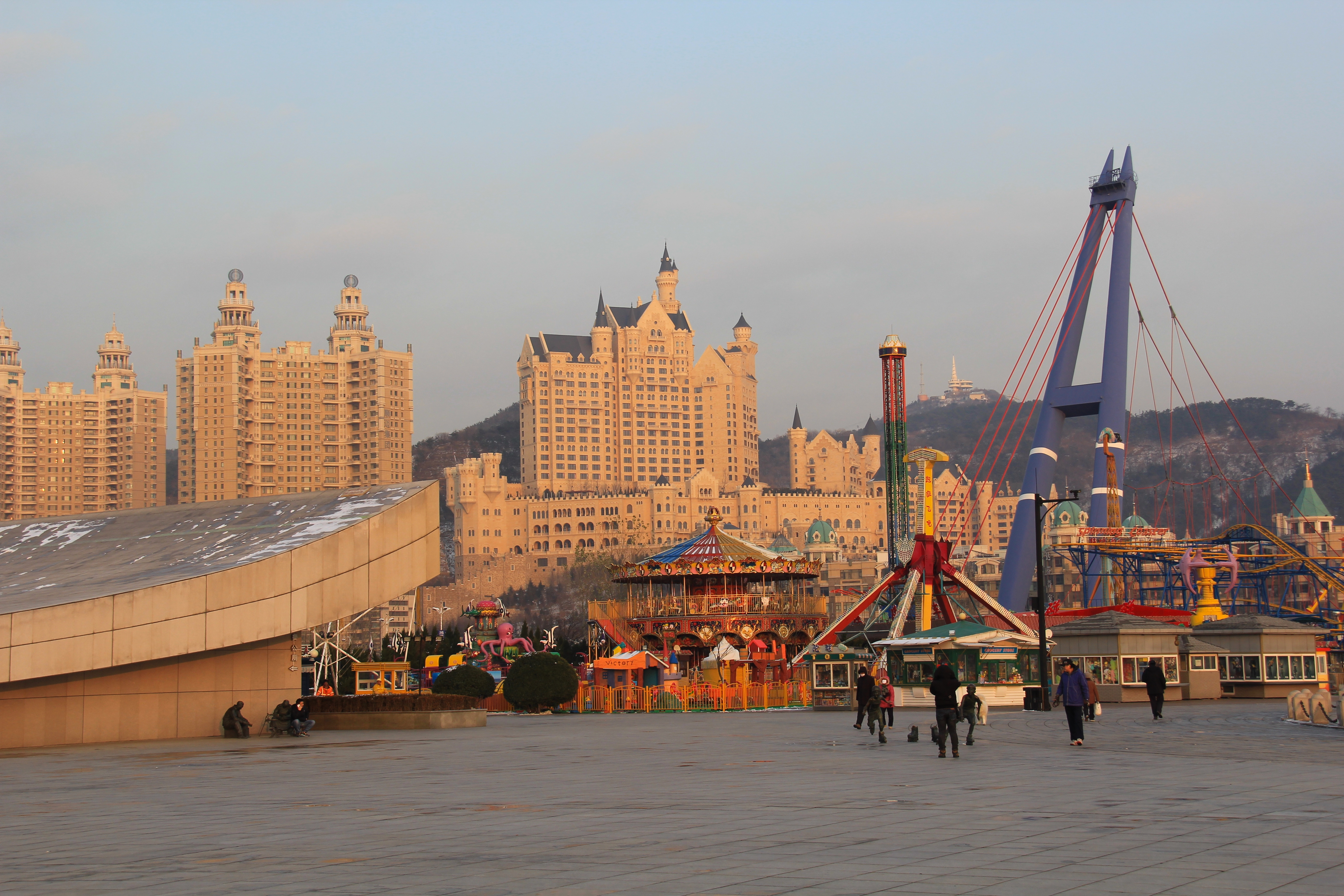
شهربازی میدان با هتل Castle پس زمینه
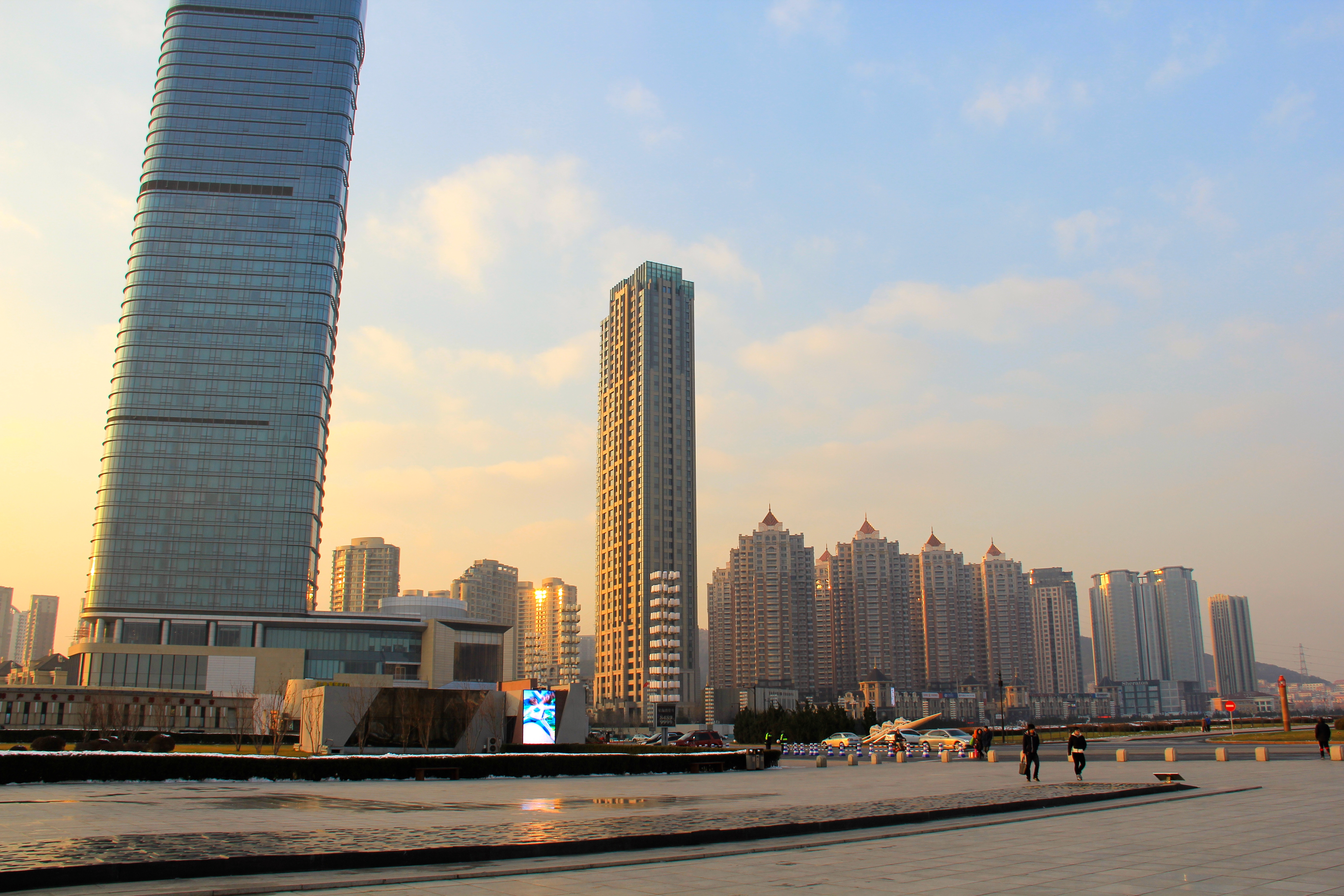
Grand Hyatt Dalian (چپ) و آپارتمانها در میدان
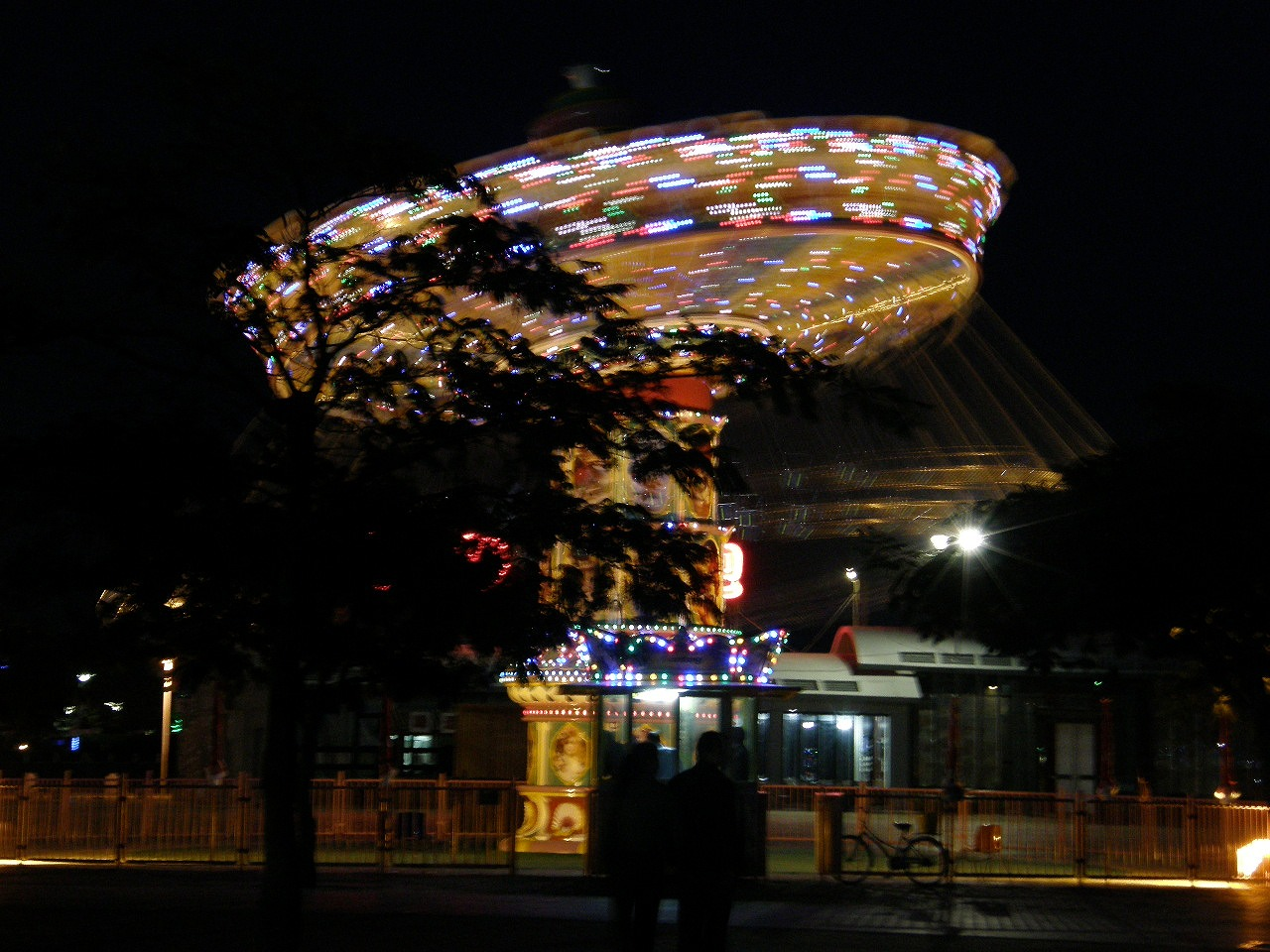
پارک تفریحی میدان شینگهای
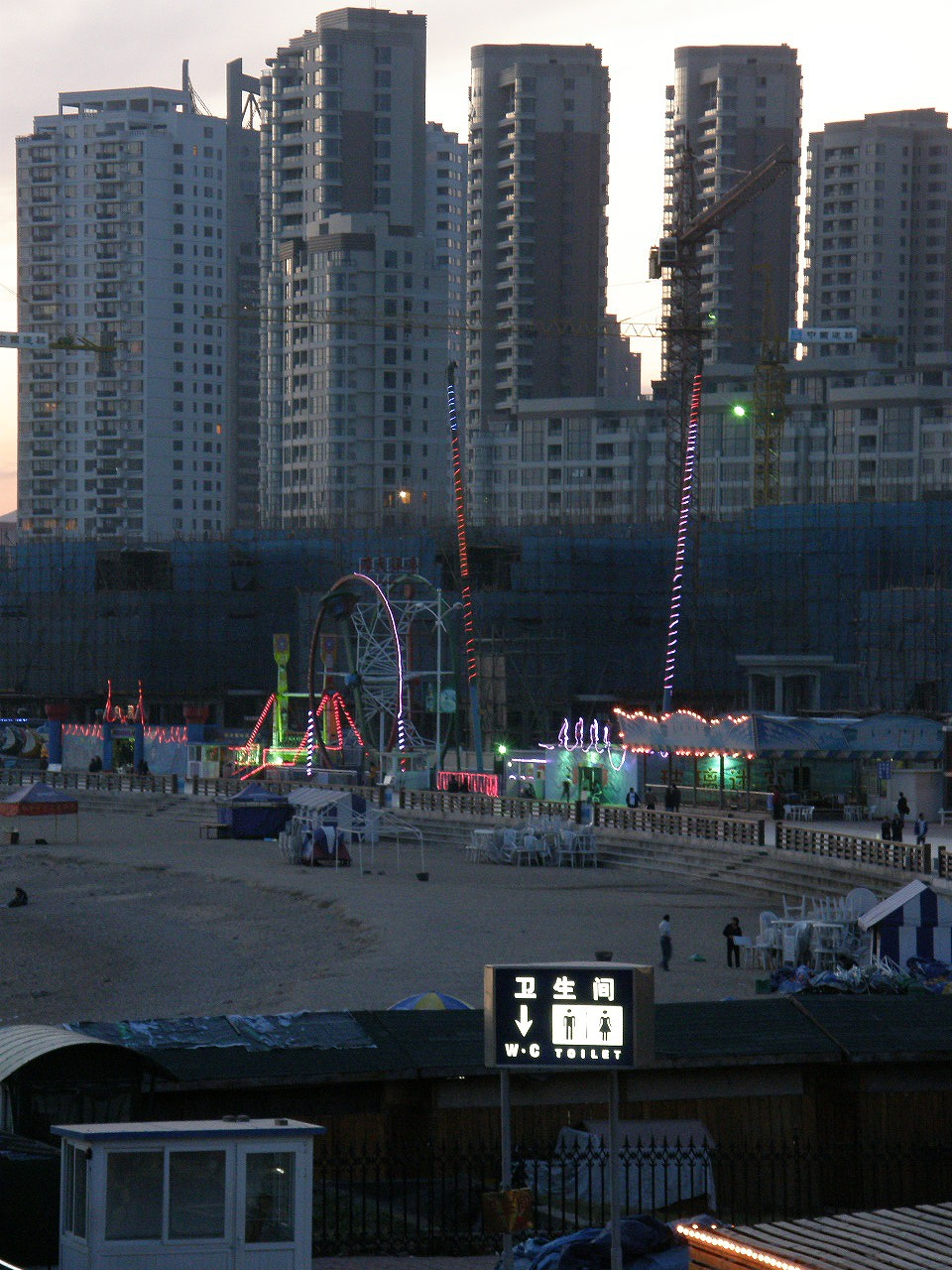
حاشیه میدان شینگهای